# Uschakow-Nunatakker
Die Uschakow-Nunatakker (russisch Горы Ушакова Gory Uschakowa) sind eine Gruppe von Nunatakkern im ostantarktischen Enderbyland. Sie ragen 24 km nordöstlich der Perow-Nunatakker auf.
Luftaufnahmen entstanden bei den Australian National Antarctic Research Expeditions in den Jahren 1956 und 1957. Weitere Luftaufnahmen fertigten 1962 Wissenschaftler einer sowjetischen Antarktisexpedition an, die auch die Benennung vornahmen. Namensgeber ist der sowjetische Polarforscher Georgi Uschakow (1901–1963).